# 丁山 (甲骨學家)
丁山（1901年—1952年），中国历史学家，古文字学家。

## 生平
早年就读于北京大学，后曾于1932年至1938年和1947年至1952年两度担任山东大学教授，1952年于山东大学逝世，丁先生逝世后，其家属将丁氏手稿藏书分三次捐予山东大学图书馆。